# Offrethun
Offrethun est une commune française située dans le département du Pas-de-Calais en région Hauts-de-France. Ses habitants sont appelés les Offrethunois. La commune est membre de la communauté de communes de la Terre des Deux Caps.
Le territoire de la commune s'inscrit dans le « paysage boulonnais » et est situé dans le parc naturel régional des Caps et Marais d'Opale.

## Géographie

### Localisation
Localisée dans le nord-ouest du département du Pas-de-Calais, Offrethun est une commune rurale située, à vol d'oiseau, à 3 km au sud de la commune de Marquise, dont elle est limitrophe, et à 9 km au nord-est de la commune de Boulogne-sur-Mer (aire d'attraction et chef-lieu d'arrondissement).
Le territoire de la commune est limitrophe de ceux de cinq communes.
Les communes limitrophes sont  Beuvrequen, Maninghen-Henne, Marquise, Wacquinghen et Wierre-Effroy.

### Géologie et relief
La superficie de la commune est de 2,62 km2 ; son altitude varie de 16  à   95 m.

### Hydrographie

#### Réseau hydrographique
La commune est située dans le bassin Artois-Picardie. Elle est drainée par le ruisseau de Quelles, le Crocq et le ruisseau Poché,,.

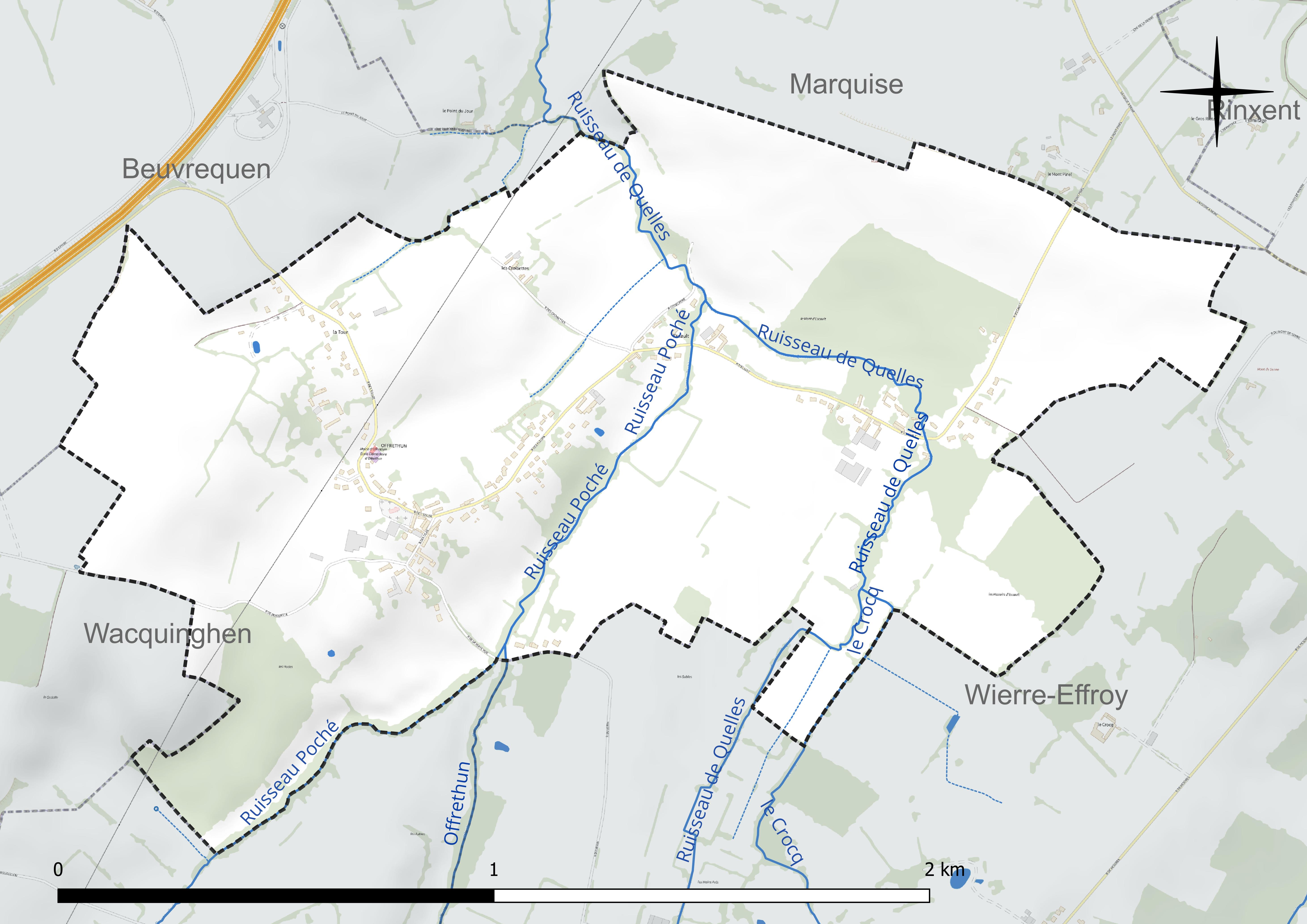
Réseau hydrographique d'Offrethun.

#### Gestion et qualité des eaux
Le territoire communal est couvert par le schéma d'aménagement et de gestion des eaux (SAGE) « Bassin côtier du Boulonnais ». Ce document de planification concerne le Bassin côtier du Boulonnais, drainé par trois rivières côtières que sont la Liane, le Wimereux et la Slack. Ce territoire s'étend sur 700 km2. Le périmètre a été arrêté le 19 février 1998 et le SAGE proprement dit a été approuvé le 4 février 2004, puis révisé le 9 janvier 2013. La structure porteuse de l'élaboration et de la mise en œuvre est le syndicat mixte du Parc Naturel Régional des Caps et Marais d'Opale.
La qualité des cours d'eau peut être consultée sur un site dédié géré par les agences de l'eau et l'Agence française pour la biodiversité.

### Climat
Pour des articles plus généraux, voir Climat des Hauts-de-France et Climat du Nord-Pas-de-Calais.
En 2010, le climat de la commune est de type climat océanique franc, selon une étude du CNRS s'appuyant sur une série de données couvrant la période 1971-2000. En 2020, Météo-France publie une typologie des climats de la France métropolitaine dans laquelle la commune est exposée à un climat océanique et est dans la région climatique Côtes de la Manche orientale, caractérisée par un faible ensoleillement (1 550 h/an) ; forte humidité de l'air (plus de 20 h/jour avec humidité relative > 80 % en hiver), vents forts fréquents.
Pour la période 1971-2000, la température annuelle moyenne est de 10,4 °C, avec une amplitude thermique annuelle de 13,1 °C. Le cumul annuel moyen de précipitations est de 870 mm, avec 12,9 jours de précipitations en janvier et 7,9 jours en juillet. Pour la période 1991-2020, la température moyenne annuelle observée sur la station météorologique la plus proche, située sur la commune de Boulogne-sur-Mer à 8 km à vol d'oiseau, est de 11,2 °C et le cumul annuel moyen de précipitations est de 824,5 mm,. Pour l'avenir, les paramètres climatiques de la commune estimés pour 2050 selon différents scénarios d'émission de gaz à effet de serre sont consultables sur un site dédié publié par Météo-France en novembre 2022.

### Paysages
Pour un article plus général, voir Paysage en France.
La commune s'inscrit dans le « paysage boulonnais » tel que défini dans l'atlas des paysages de la région Nord-Pas-de-Calais, conçu par la direction régionale de l'Environnement, de l'Aménagement et du Logement (DREAL),.
Ce paysage qui concerne 66 communes, se délimite : au Nord, par les paysages des coteaux calaisiens et du Pays de Licques, à l'Est, par le paysage du Haut pays d'Artois, et au Sud, par les paysages Montreuillois.
Le « paysage boulonnais », constitué d'une boutonnière bordée d'une cuesta définissant un pays d'enclosure, est essentiellement un paysage bocager composé de 47 % de son sol en herbe ou en forêt et de 31 % en herbage, avec, dans le sud et l'est, trois grandes forêts, celle de Boulogne, d'Hardelot et de Desvres et, au nord, le bassin de carrière avec l'extraction de la pierre de Marquise depuis le Moyen Âge et de la pierre marbrière dont l'extraction s'est développée au XIXe siècle.
La boutonnière est formée de trois ensembles écopaysagers : le plateau calcaire d'Artois qui forme le haut Boulonnais, la boutonnière qui forme la cuvette du bas Boulonnais et la cuesta formée d'escarpements calcaires.
Dans ce paysage, on distingue trois entités : 
- les vastes champs ouverts du Haut Boulonnais ;
- le bocage humide dans le Bas Boulonnais ;
- la couronne de la cuesta avec son dénivelé important et son caractère boisé[16].

### Milieux naturels et biodiversité

#### Espace protégé et géré
La protection réglementaire est le mode d'intervention le plus fort pour préserver des espaces naturels remarquables et leur biodiversité associée.
Dans ce cadre, la commune fait partie d'un espace protégé : le parc naturel régional des Caps et Marais d'Opale, d'une superficie de 132 499 ha réparties sur 154 communes, géré par le syndicat mixte d'aménagement et de gestion du parc naturel régional des Caps et Marais d'Opale.

#### Espèces faunistiques et floristiques
L’Inventaire national du patrimoine naturel (INPN) recense plusieurs espèces faunistiques et floristiques sur le territoire de la commune dont certaines sont protégées et d’autres menacées et quasi-menacées.

## Urbanisme

### Typologie
Au 1er janvier 2024, Offrethun est catégorisée commune rurale à habitat dispersé, selon la nouvelle grille communale de densité à sept niveaux définie par l'Insee en 2022.
Elle est située hors unité urbaine. Par ailleurs la commune fait partie de l'aire d'attraction de Boulogne-sur-Mer, dont elle est une commune de la couronne,. Cette aire, qui regroupe 80 communes, est catégorisée dans les aires de 50 000 à moins de 200 000 habitants,.

### Occupation des sols
L'occupation des sols de la commune, telle qu'elle ressort de la base de données européenne d'occupation biophysique des sols Corine Land Cover (CLC), est marquée par l'importance des territoires agricoles (100 % en 2018), une proportion identique à celle de 1990 (100 %). La répartition détaillée en 2018 est la suivante : 
zones agricoles hétérogènes (48,6 %), terres arables (35,2 %), prairies (16,2 %). L'évolution de l'occupation des sols de la commune et de ses infrastructures peut être observée sur les différentes représentations cartographiques du territoire : la carte de Cassini (XVIIIe siècle), la carte d'état-major (1820-1866) et les cartes ou photos aériennes de l'IGN pour la période actuelle (1950 à aujourd'hui).

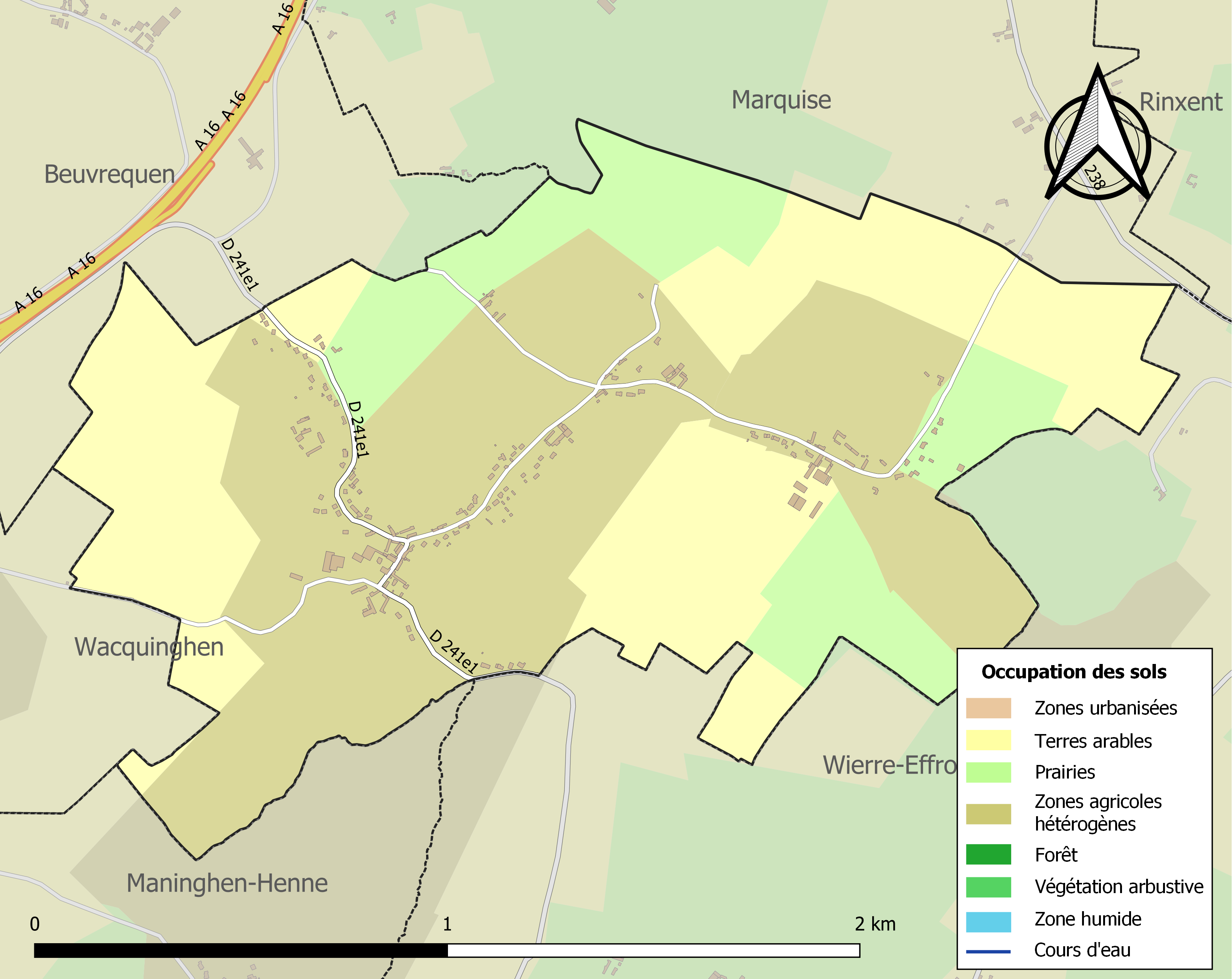
Carte des infrastructures et de l'occupation des sols de la commune en 2018 (CLC).

## Toponymie
Le nom de la localité est attesté sous les formes Guelferton en 1181 ; Oufretun, Oufrethun en 1285 ; Wolfertun en 1286 ; Olfrethun en 1301 ; Oufertun en 1305 ; Ouffertun, Ouffretun en 1311 ; Houlefretun en 1312 ; Oulfretin en 1329 ; Offretun vers 1512 ; Offrethim ou Offrethun en 1550 ; Offerthun en 1559 ; Offretun en 1793 ; Offrelun puis Offrethun depuis 1801,.
Le nom viendrait de l'anthroponyme germanique Wulferius suivi du suffixe saxon -tun « ferme », donnant la « ferme de Wulferius ».

## Politique et administration

### Découpage territorial
La commune se trouve dans l'arrondissement de Boulogne-sur-Mer du département du Pas-de-Calais.

#### Commune et intercommunalités
La commune est membre de la communauté de communes de la Terre des Deux Caps qui regroupe 21 communes et totalise 22 332 habitants en 2021.

#### Circonscriptions administratives
La commune est rattachée au canton de Desvres.

#### Circonscriptions électorales
Pour l'élection des députés, la commune fait partie de la sixième circonscription du Pas-de-Calais.

### Élections municipales et communautaires

#### Liste des maires
| Période                                  | Période                      | Identité             | Étiquette | Qualité                                                                                 |
| ---------------------------------------- | ---------------------------- | -------------------- | --------- | --------------------------------------------------------------------------------------- |
| Les données manquantes sont à compléter. |                              |                      |           |                                                                                         |
| avant 1981                               | 1983                         | Paul Dumaine         |           |                                                                                         |
| 1983                                     | ?                            | Octave Donneger      |           |                                                                                         |
| mars 2001                                | 2008                         | Jean-Jacques Mazouat |           |                                                                                         |
| mars 2008                                | mai 2020                     | Laurence Vangermée   |           | Réélue pour le mandat 2014-2020,                                                        |
| 23 mai 2020                              | En cours (au 1er avril 2022) | Philippe Émaille     |           | Profession intermédiaire de la santé et du travail social Élu pour le mandat 2020-2026, |

## Population et société

### Démographie
Les habitants sont appelés les Offrethunois.

#### Évolution démographique
L'évolution du nombre d'habitants est connue à travers les recensements de la population effectués dans la commune depuis 1793. Pour les communes de moins de 10 000 habitants, une enquête de recensement portant sur toute la population est réalisée tous les cinq ans, les populations de référence des années intermédiaires étant quant à elles estimées par interpolation ou extrapolation. Pour la commune, le premier recensement exhaustif entrant dans le cadre du nouveau dispositif a été réalisé en 2006.

En 2022, la commune comptait 273 habitants, en évolution de +2,25 % par rapport à 2016 (Pas-de-Calais : −0,72 %, France hors Mayotte : +2,11 %).
| 1793 | 1800 | 1806 | 1821 | 1831 | 1836 | 1841 | 1846 | 1851 |
| ---- | ---- | ---- | ---- | ---- | ---- | ---- | ---- | ---- |
| 107  | 100  | 106  | 125  | 115  | 123  | 121  | 133  | 133  |

| 1856 | 1861 | 1866 | 1872 | 1876 | 1881 | 1886 | 1891 | 1896 |
| ---- | ---- | ---- | ---- | ---- | ---- | ---- | ---- | ---- |
| 125  | 134  | 142  | 138  | 145  | 117  | 103  | 106  | 106  |

| 1901 | 1906 | 1911 | 1921 | 1926 | 1931 | 1936 | 1946 | 1954 |
| ---- | ---- | ---- | ---- | ---- | ---- | ---- | ---- | ---- |
| 114  | 126  | 127  | 106  | 99   | 87   | 102  | 96   | 127  |

| 1962 | 1968 | 1975 | 1982 | 1990 | 1999 | 2006 | 2011 | 2016 |
| ---- | ---- | ---- | ---- | ---- | ---- | ---- | ---- | ---- |
| 126  | 117  | 113  | 168  | 228  | 275  | 258  | 270  | 267  |

| 2021 | 2022 | - | - | - | - | - | - | - |
| ---- | ---- | - | - | - | - | - | - | - |
| 271  | 273  | - | - | - | - | - | - | - |

#### Pyramide des âges
En 2018, le taux de personnes d'un âge inférieur à 30 ans s'élève à 26,6 %, soit en dessous de la moyenne départementale (36,7 %). À l'inverse, le taux de personnes d'âge supérieur à 60 ans est de 26,6 % la même année, alors qu'il est de 24,9 % au niveau départemental.
En 2018, la commune comptait 129 hommes pour 130 femmes, soit un taux de 50,19 % de femmes, légèrement inférieur au taux départemental (51,50 %).
Les pyramides des âges de la commune et du département s'établissent comme suit.
| Hommes | Classe d’âge | Femmes |
| ------ | ------------ | ------ |
| 0,0    | 90 ou +      | 0,0    |
| 2,4    | 75-89 ans    | 4,0    |
| 24,9   | 60-74 ans    | 21,9   |
| 22,0   | 45-59 ans    | 29,0   |
| 22,9   | 30-44 ans    | 19,7   |
| 9,3    | 15-29 ans    | 12,5   |
| 18,5   | 0-14 ans     | 12,9   |

| Hommes | Classe d’âge | Femmes |
| ------ | ------------ | ------ |
| 0,5    | 90 ou +      | 1,6    |
| 5,6    | 75-89 ans    | 8,9    |
| 16,7   | 60-74 ans    | 18,1   |
| 20,2   | 45-59 ans    | 19,2   |
| 18,9   | 30-44 ans    | 18,1   |
| 18,2   | 15-29 ans    | 16,2   |
| 19,9   | 0-14 ans     | 17,9   |

## Culture locale et patrimoine

### Lieux et monuments

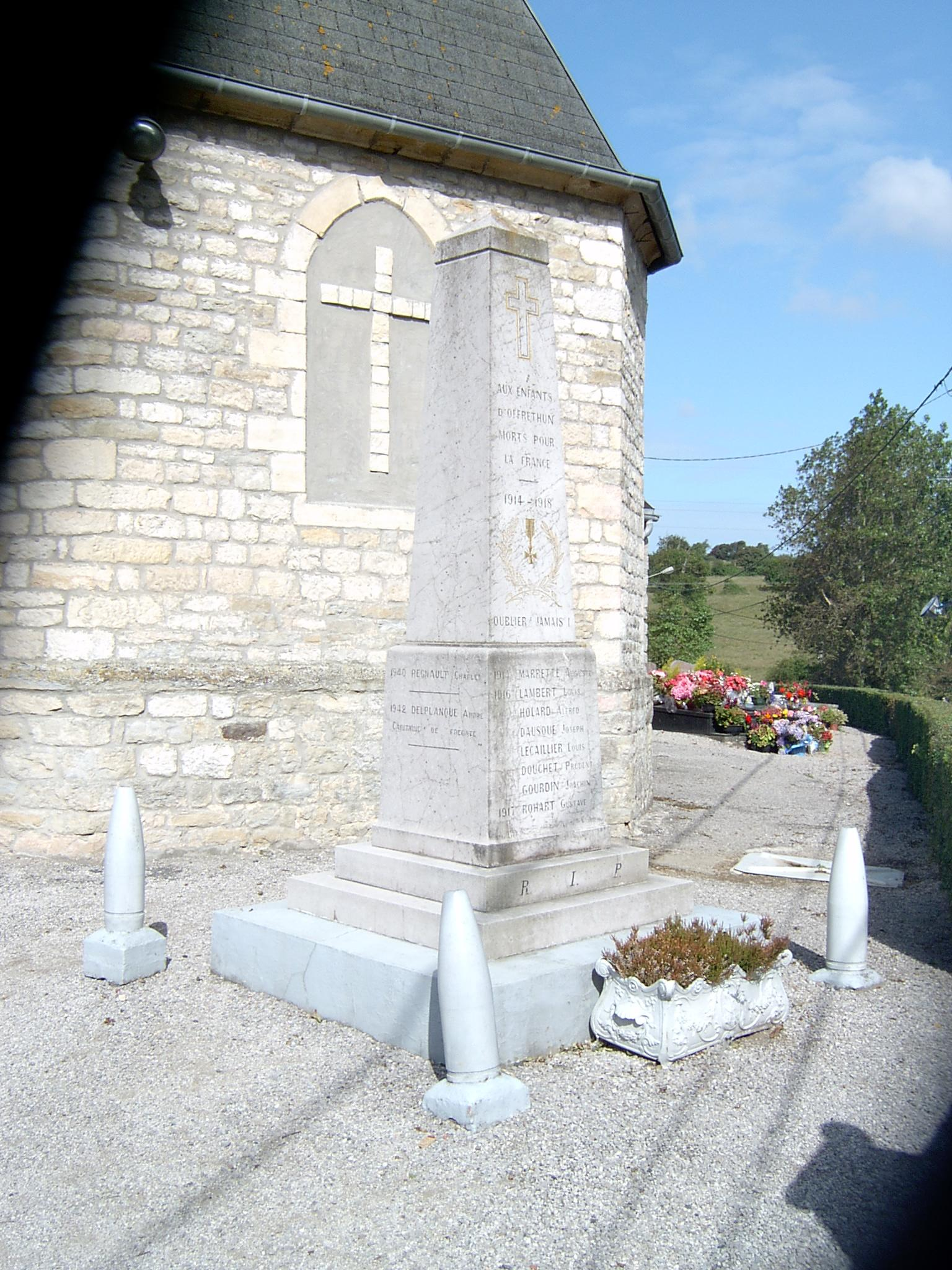
Le monument aux morts.

- L'église Saint-Étienne.
- Le monument aux morts[36].

### Héraldique
| Blason de Offrethun | Blason  | D'argent à deux fasces de gueules.                                                |
| Blason de Offrethun | Détails | Armes de la famille d'Offrethun. Le statut officiel du blason reste à déterminer. |

## Pour approfondir

#### Bases de données, dictionnaires et encyclopédies
- Ressources relatives à la géographie :   - Insee (communes)
  - Ldh/EHESS/Cassini
- Ressource relative à plusieurs domaines :   - Annuaire du service public français
- Notices d'autorité :   - BnF (données)